# Roll Over Beethoven
Roll over Beethoven är en rock'n'roll-låt med text och musik av den amerikanske musikern/kompositören Chuck Berry, originalversionen, inspelad av Chuck Berry, gavs ut av skivbolaget Chess Records 1956. Det är en av de mest inspelade låtarna inom populärmusik[källa behövs].

## Inspiration och sångtext
Enligt Rolling Stone och Cub Koda från Allmusic, skrev han låten som ett svar på då hans syster Lucy brukade använda familjens piano till att spela klassisk musik på medan han själv spelade populärmusik.

## Musikaliskt
Låten har en bluestolva-struktur och har i originalversionen följande ackordföljd (I tonarten D):
| T | S | T | T |
| S | S | T | T |
| D | S | T | T |

Men olika variationer förekommer i coverversionerna, i Status Quos version förekommer även en tonartshöjning.

## Coverversioner

### The Beatles
Beatles gjorde 30 juli 1963 en version av sin store förebild Chuck Berrys nummer, inspelat på Chess 1956. Man framförde den i ett halvsnabbt tempo som påminde mer om Berrys senare stil än den snabbare version som han själv gjorde sju år tidigare. Låten kom med på Beatles andra LP With the Beatles som utgavs i England 22 november 1963. I USA utgavs den 10 april 1964 på en LP vid namn The Beatles' Second Album. Inspelningen gavs även ut på singel i många länder tillsammans med "Please Mr. Postman".

### Listplaceringar, The Beatles
| Lista (1964) | Position               |
| ------------ | ---------------------- |
| Australien   | 1                      |
| Danmark      | 1 (DR "Top 20")        |
| Finland      | 30                     |
| Kanada       | 2 (CHUM Hit Parade)    |
| Norge        | 2 (VG-lista)           |
| Sverige      | 11 (Kvällstoppen)      |
| USA          | 68 (Billboard Hot 100) |
| Västtyskland | 31                     |

### Övriga
- The Sonics - på albumet Here are the Sonics 1965
- Electric Light Orchestra - som singel, samt på albumet ELO 2 1973
- Eddie Meduza - (singel) 1979[11]
- Status Quo
- The Byrds
- Iron Maiden - (singel, med en annan text än originalet kallad "Roll Over Vic Vella") 1992
- Gene Vincent
- Jerry Lee Lewis
- Harpo i en svensk översättning på albumet Råck änd råll rätt å slätt[12]

### Fotnoter
1. ↑  ”Rolling Stone Review of "Roll Over Beethoven"”. Arkiverad från originalet den 27 januari 2007. https://web.archive.org/web/20070127025422/http://www.rollingstone.com/news/story/6595942/roll_over_beethoven. Läst 1 mars 2007.
2. ↑  ”"AMG Review of Chuck Berry's "Roll Over Beethoven"”. https://www.allmusic.com/song/roll-over-beethoven-mt0000567152. Läst 1 mars 2007.
3. ↑  ”Listplacering”. Arkiverad från originalet den 31 juli 2013. https://web.archive.org/web/20130731072733/http://www.worldcharts.co.uk/chartfeatures/aus/aus60.htm. Läst 12 februari 2022.
4. ↑  ”Listplacering”. Arkiverad från originalet den 15 mars 2016. https://web.archive.org/web/20160315020039/http://danskehitlister.dk/?hitlist_id=12&y=1964&hitlist_item_id=1052. Läst 12 februari 2022.
5. ↑  ”Listplacering”. http://suomenlistalevyt.blogspot.com/2015/08/bat-bif.html. Läst 12 februari 2022.
6. ↑  ”Listplacering”. http://chumtribute.com/64-01-20-chart.jpg. Läst 12 februari 2022.
7. ↑  ”Listplacering”. https://norwegiancharts.com/showitem.asp?interpret=The+Beatles&titel=Roll+Over+Beethoven&cat=s. Läst 12 februari 2022.
8. ↑  Hallberg, Eric (1993). Kvällstoppen i P3 (1:a uppl.). ISBN 91-630-2140-4
9. ↑  ”Listplacering”. https://www.billboard.com/artist/the-beatles/chart-history/hsi/. Läst 12 februari 2022.
10. ↑  ”Charts Surfer – Söktjänst”. http://www.charts-surfer.de/. Läst 12 februari 2022.
11. ↑  ”Svensk mediedatabas”. http://smdb.kb.se/catalog/id/001881680. Läst 9 juni 2011.
12. ↑  ”Råck änd råll rätt å slätt”. Svensk mediedatabas. http://smdb.kb.se/catalog/id/001886683. Läst 24 augusti 2013.